# Herb gminy Sterdyń
Herb gminy Sterdyń – jeden z symboli gminy Sterdyń, ustanowiony 27 grudnia 2001.

## Wygląd i symbolika
Herb przedstawia na tarczy dzielonej w rosochę w polu górnym koloru czerwonego srebrny topór ze złotą rękojeścią (herb Topór), w błękitnym polu lewym czarnego kruka ze złotym pierścieniem w dziobie, siedzącego na podkowie z krzyżem (herb Ślepowron), natomiast w polu prawym na srebrnym tle czerwony mur z basztą, nawiązujący do dawnych praw miejskich Sterdyni.